# کمبریج (نیوهمپشایر)
کمبریج (به انگلیسی: Cambridge) یک منطقهٔ مسکونی در ایالات متحده آمریکا است که در شهرستان کوآس، نیوهمپشایر واقع شده‌است. کمبریج ۱۳۳٫۹۵ کیلومتر مربع مساحت و ۱۶ نفر جمعیت دارد و ۴۶۴٫۸۳ متر بالاتر از سطح دریا واقع شده‌است.